# Ctenoplectron coloratum
Ctenoplectron coloratum is een keversoort uit de familie winterkevers (Tetratomidae). De wetenschappelijke naam van de soort werd in 1886 gepubliceerd door Thomas Broun.